# Sabotaggio (film)
Sabotaggio (Sabotage) è un film del 1936 diretto da Alfred Hitchcock. 
Negli Stati Uniti il film è stato distribuito con il titolo The Woman Alone.

## Trama
Una sera Londra è vittima di un black out. Si tratta di un sabotaggio alla centrale elettrica. Gli spettatori del cinema Bijou chiedono insistentemente il risarcimento dei soldi del biglietto. Il sabotatore della centrale è proprio il proprietario del cinema che all'insaputa della moglie rientra senza essere notato e quindi ordina alla stessa, pressata dai clienti, che i soldi vengano restituiti.
Nel frattempo Ted, il fruttivendolo che lavora nel negozio adiacente al cinema, si intromette nella questione del risarcimento col fine di far colpo sulla signora Verloc. Ma il risarcimento non è più necessario dal momento che la corrente elettrica viene ripristinata in breve tempo. Il signor Verloc vive con la moglie Sylvia e il giovanissimo cognato Stevie in un appartamento retrostante la sala di proiezione.
Il cinematografo è per lui un'attività di copertura. Egli in realtà lavora per un'organizzazione segreta che tenta di minare la stabilità politica e sociale inglese. Ted, il presunto fruttivendolo, non è altro che il suo antagonista: un poliziotto di Scotland Yard con l'incarico di sorvegliare il sospetto cospiratore.
Dopo il parziale insuccesso del sabotaggio alla centrale elettrica, il signor Verloc riceve da un suo superiore l'incarico di mettere una bomba nella stazione della metropolitana di Piccadilly Circus. Tutte le istruzioni gli vengono date in segreto all'interno di un acquario nella giornata di giovedì.
La bomba dovrà esplodere il sabato seguente all'una e tre quarti. Verloc va a prendere accordi con l'artificiere, che gestisce un negozio di animali come copertura e gli farà recapitare la bomba all'interno di una gabbia per canarini. Ma il giorno previsto per l'attentato, si presenta un problema: Verloc non può fare la consegna personalmente poiché è braccato da Ted.
Per non destare sospetti chiama così l'ignaro Stevie, il fratellino di Sylvia, e gli consegna il pacco bomba insieme ad alcune scatole di pellicola cinematografica perché li depositi nella prevista stazione della metropolitana. Verloc raccomanda più volte a Stevie che il pacco dovrà assolutamente essere arrivato a destinazione entro l'una e mezza.
Ma lungo la via il ragazzino perde tempo lasciandosi distrarre quindi è vittima di un ingorgo causato da un'imponente manifestazione.
Giunti all'una e tre quarti Stevie è ancora a bordo di un autobus, così il meccanismo ad orologeria aziona la bomba che devasta il mezzo uccidendo tutti i passeggeri. Le indagini collegano prontamente la strage alla persona di Verloc.
Sylvia è sconvolta per la morte del fratello e si rinchiude in un taciturno e rabbioso silenzio. A cena la donna comprende l'indifferenza di questo per la morte del piccolo Stevie ed impugna tremando un coltello. Verloc notando l'agitazione e il turbamento della moglie, cerca con violenza di toglierle l'arma, ma rimane infilzato a morte.
Sylvia confessa tutto a Ted ed ha intenzione di costituirsi, ma il poliziotto, innamorato di lei, vuole impedire che la donna si accusi di un omicidio, trattandosi in realtà di un incidente per legittima difesa.
I due sarebbero fuggiti all'estero ma l'arrivo al cinema dell'artificiere inseguito dalla polizia cambia bruscamente i piani. Sylvia vorrebbe confessare l'accaduto al sovrintendente di Scotland Yard, ma pochi istanti dopo aver detto che suo marito è morto, l'artificiere, ormai braccato, fa esplodere la bomba che portava con sé, uccidendosi e distruggendo il corpo di Verloc.
Il sovrintendente della polizia, nel frastuono, non è sicuro se la donna abbia parlato della morte del marito prima o dopo l'esplosione ed esorta Ted ad occuparsi della donna.
Ted trascina via la donna e le chiede di rifarsi una vita al suo fianco.

## Produzione
Il film fu prodotto da Michael Balcon e Ivor Montagu per la Stepherd-Gaumont British Pictures. Fu distribuito da General Film Distributors (G.F.D.) Ltd.

### Soggetto
Il soggetto è tratto dal romanzo di Joseph Conrad L'agente segreto.

### Riprese
Il film fu girato negli studi di Lime Groves.
Le riprese iniziarono nel maggio del 1936 e si conclusero entro l'anno: il 10 dicembre 1936 ci fu la proiezione per la stampa.

### Costi di produzione
La maggior parte del film fu realizzata con un budget modesto. Una scena tuttavia richiese l'investimento di 3000 sterline per l'allestimento 
di un'intera linea tranviaria.

## Distribuzione

### Prima
La prima si ebbe a Londra il 6 febbraio 1937.

### Doppiaggio italiano
Non distribuito a suo tempo nei cinema italiani al pari di molte opere inglesi di Hitchcock, il film fu doppiato per la prima volta nel 1978 per la messa in onda televisiva. I dialoghi italiani sono di Giorgio Piazza (che nello stesso periodo adattò anche Giovane e innocente) e la direzione del doppiaggio è di Gianfranco Bellini.